# Arthur Franz

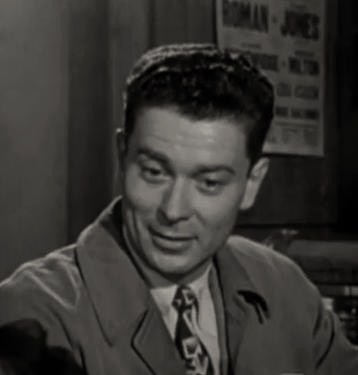
Franz en The Snipper (1952)

Arthur Franz (29 de febrero de 1920-17 de junio de 2006) fue un actor teatral, cinematográfico y televisivo de nacionalidad estadounidense, activo principalmente en el cine de serie B y en la televisión. Su papel más destacado fue el de Teniente  H. Paynter Jr. en el film El motín del Caine (1954). 

## Biografía
Su nombre completo era Arthur Sofield Franz, y nació en Perth Amboy, Nueva Jersey. Siendo estudiante en la high school ya empezó a interesarse por la interpretación.
Durante la Segunda Guerra Mundial, Franz sirvió como navegante de un Consolidated B-24 Liberator en las Fuerzas Aéreas del Ejército de los Estados Unidos. Volando sobre Rumanía, su aparato fue derribado, siendo él ingresado en un campo de prisioneros de guerra, del cual pudo escapar más adelante.
En sus comienzos, Arthur Franz fue actor teatral, trabajando en el circuito de Broadway (Nueva York) en cuatro piezas en los años 1940. La primera fue Hope for a Harvest, de Sophie Treadwell (1941, con Florence Eldridge y Fredric March). La cuarta fue Command Decision, de William Wister Haines (1947-1948, con Paul Kelly en el papel principal.
Como actor cinematográfico, su primera película fue una producción de 1948. Rodó otras cuarenta y nueve cintas, la última estrenada en 1982. Entre sus filmes figuran Roseanna McCoy (1949), Eight Iron Men (1952), Invasores de Marte (1953), Abbott and Costello Meet the Invisible Man (1951) y The Unholy Wife (1957). En The Sniper (1952) hizo un primer papel, el de un atormentado asesino. Tuvo la oportunidad de trabajar con John Wayne en el film bélico Sands of Iwo Jima (1949), y con Ronald Reagan en Hellcats of the Navy (1957).
Franz fue también un rostro familiar de la televisión estadounidense. Una de sus actuaciones más destacadas en el medio fue su papel de Henry Ford en el telefilm de 1955 A Story About Henry Ford, con Karen Sharpe. También hizo cinco actuaciones como artista invitado en la serie Perry Mason. También participó en docenas de otras series, entre ellas Schlitz Playhouse, Crossroads, Science Fiction Theatre, Ripcord, The Alaskans, Mr. Novak, The F.B.I., The Mod Squad, Hawaii Five-O, Rich Man, Poor Man Book II, Custer, Mannix, Storefront Lawyers, The Six Million Dollar Man, Los invasores, El virginiano, Gunsmoke y Rawhide.
Otro papel destacado de Franz para la televisión fue el del Presidente de los Estados Unidos James Madison en el episodio "George Mason" de la serie documental de la NBC Profiles in Courage (1965), en el cual también intervenían William Bakewell y Laurence Naismith. Franz fue también Charles A. Halleck en el telefilm de 1974 The Missiles of October, basado en la crisis de los misiles en Cuba.
Finalmente, en 1982 llegó la última actuación de Franz, en la película That Championship Season.
Arthur Franz falleció en Oxnard, California, en 2006, a causa de un enfisema. Tenía 86 años de edad.

## Teatro
- 1941 : Hope for Harvest, de Sophie Treadwell
- 1942 : Little Darling, de Eric S. Hatch
- 1943 : The Moon Vine, de Patricia Coleman, escenografía de John Cromwell
- 1947-1948 : Command Decision, de William Wister Haines

## Selección de su filmografía

### Cine

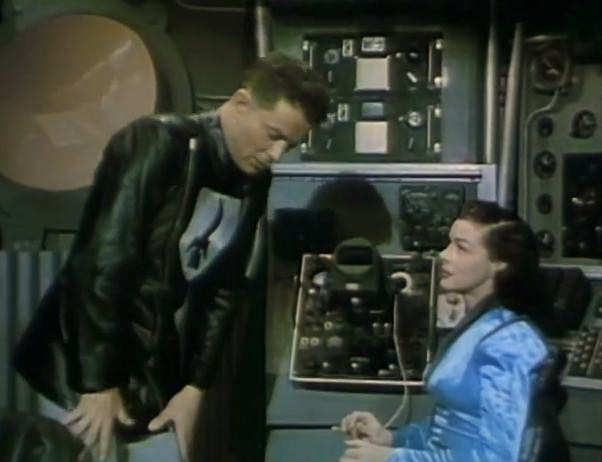
Con Marguerite Chapman en Flight to Mars (1951)

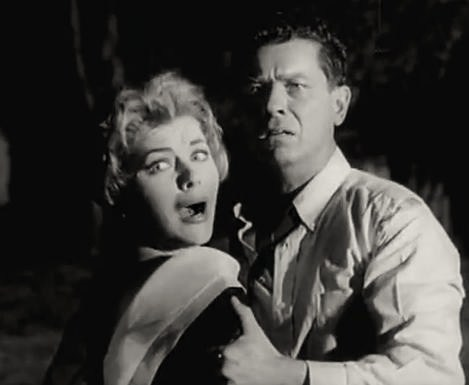
Con Joanna Moore en Monster on the Campus (1958)

- 1948 : Jungle Patrol, de Joseph M. Newman
- 1949 : The Doctor and the Girl, de Curtis Bernhardt
- 1949 : Sands of Iwo Jima, de Allan Dwan
- 1949 : Roseanna McCoy, de Irving Reis
- 1949 : Red Light, de Roy Del Ruth
- 1950 : Three Secrets, de Robert Wise
- 1951 : Abbott and Costello Meet the Invisible Man, de Charles Lamont
- 1951 : Submarine Command, de John Farrow
- 1951 : Flight to Mars, de Lesley Selander
- 1951 : Strictly Dishonorable, de Melvin Frank y Norman Panama
- 1952 : Eight Iron Men, de Edward Dmytryk
- 1952 : The Sniper, de Edward Dmytryk
- 1953 : The Eddie Cantor Story, de Alfred E. Green
- 1953 : The Member of the Wedding, de Fred Zinnemann
- 1953 : Bad for Each Other, de Irving Rapper
- 1953 : Invasores de Marte, de William Cameron Menzies
- 1953 : Three Lives, de Edward Dmytryk
- 1954 : El motín del Caine, de Edward Dmytryk
- 1955 : New Orleans Uncensored, de William Castle
- 1956 : Más allá de la duda, de Fritz Lang
- 1957 : Hellcats of the Navy, de Nathan Juran
- 1957 : The Unholy Wife, de John Farrow
- 1957 : Back from the Dead, de Charles Marquis Warren
- 1957 : The Devil's Hairpin, de Cornel Wilde
- 1958 : Monster on the Campus, de Jack Arnold
- 1958 : The Young Lions, de Edward Dmytryk
- 1959 : The Atomic Submarine, de Spencer Gordon Bennet
- 1959 : Women Obsessed, de Henry Hathaway
- 1964 : Los insaciables, de Edward Dmytryk
- 1966 : Álvarez Kelly, de Edward Dmytryk
- 1968 : Lo Sbarco di Anzio, de Duilio Coletti y Edward Dmytryk
- 1971 : The Million Dollar Duck, de Vincent McEveety
- 1975 : The Human Factor, de Edward Dmytryk
- 1982 : That Championship Season, de Jason Miller

### Televisión

#### Series
- 1949 : El llanero solitario
  - Temporada 1, episodio 13 Finders Keepers, de George Archainbaud
- 1958-1964 : Perry Mason
  - Temporada 2, episodio 7 The Case of the Married Moonlighter (1958)
  - Temporada 3, episodio 7 The Case of the Golden Fraud (1959)
  - Temporada 4, episodio 12 The Case of the Larcenous Lady (1960)
  - Temporada 5, episodio 17 The Case of the Captain's Coins (1962)
  - Temporada 7, episodio 19 The Case of the Fifty Millionth Frenchman
- 1960 : Randall, el justiciero
  - Temporada 2, episodio 20 Most Beautiful Woman
- 1960 : Gunsmoke
  - Temporada 5, episodio 39 Cherry Red, de Andrew V. McLaglen
- 1960 : Checkmate
  - Temporada 1, episodio 4 Lady on the Brink
- 1960-1962 : Death Valley Days
  - Temporada 9, episodio 14 The Young Gun (1960)
  - Temporada 10, episodio 17 Justice at Jackson Creek (1962)
- 1960-1962 : Rawhide
  - Temporada 2, episodio 16 Incident of the Wanted Painter (1960), de Harmon Jones
  - Temporada 5, episodio 9 Incident at Sugar Creek, de Christian Nyby
- 1961-1963 : 77 Sunset Strip
  - Temporada 3, episodio 26 The Space Caper (1961), de George Waggner
  - Temporada 5, episodio 27 Reunion at Balboa (1963), de Leslie H. Martinson
- 1962 : Ripcord
  - Temporada 1, episodio 24 Hagen Charm
- 1962 : Bonanza
  - Temporada 3, episodio 25 The Lawmaker, de Christian Nyby
- 1962-1963 : Wagon Train
  - Temporada 5, episodio 31 The Jud Steele Story (1962), de Ted Post
  - Temporada 6, episodio 25 The Annie Duggan Story (1963)
- 1963-1968 : El virginiano
  - Temporada 2, episodio 3 No Tears for Savannah (1963), de Don McDougall
  - Temporada 7, episodio 13 Big Tiny (1968) Miller
- 1964 : Lassie
  - Temporada 10, episodio 28 Lassie and the Savage, de John English
- 1965 : Viaje al fondo del mar
  - Temporada 1, episodio 31 The Condemned
- 1965 : El fugitivo
  - Temporada 3, episodio 9 Landscape with Running Figures (parte I), de Walter Grauman
- 1967 : Tarzan
  - Temporada 1, episodio 30 Algie B for Brave, de Alex Nicol
- 1967-1971 : The F.B.I.
  - Temporada 2, episodio 20 The Conspirators (1967), de Christian Nyby
  - Temporada 3, episodio 20 Region of Peril (1968), de Jesse Hibbs
  - Temporada 5, episodio 11 Scapegoat (1969), de Don Medford
  - Temporada 6, episodio 4 The Architect (1970), de Virgil W. Vogel
  - Temporada 7, episodio 4 The Recruiter (1971), de Virgil W. Vogel
- 1968 : Los invasores
  - Temporada 2, episodio 24 The Life Seekers, de Paul Wendkos
- 1968 : The Outcasts
  - Temporada unique, episodio 7 My Name Is Jemal, de Harvey Hart
- 1968-1971 : The Mod Squad
  - Temporada 1, episodio 10 Love (1968), de Lee H. Katzin
  - Temporada 2, episodio 6 Lisa (1969)
  - Temporada 3, episodio 17 The Hot, Hot Car (1971)
  - Temporada 4, episodio 7 The Sands of Anger (1971), de Earl Bellamy
- 1970 : Hawaii Five-0
  - Temporada 2, episodio 19 The One with the Gun
- 1970-1972 : Misión: Imposible
  - Temporada 4, episodio 25 The Choice (1970)
  - Temporada 7, episodio 12 Crack-Up (1972)
- 1971 : Mannix
  - Temporada 5, episodio 14 To Save a Dead Man, de Paul Krasny
- 1972 : Cannon
  - Temporada 1, episodio 20 To Kill a Guinea Pig
- 1972 : McCloud
  - Temporada 2, episodio 7 Give My Regrets to Broadway, de Lou Antonio
- 1973 : The New Perry Mason
  - Temporada unique, episodio 4 The Case of the Wistful Widower, de Leo Penn
- 1974 : Barnaby Jones
  - Temporada 2, episodio 18 A Gold Record for Murder, de George McCowan
- 1974 : Police Story
  - Temporada 1, episodio 18 Wyatt Earp Syndrome
- 1974 : The Six Million Dollar Man
  - Temporada 2, episodio 10 Stranger in Broken Fork, de Christian Nyby
- 1976 : The Quest
  - Temporada úinca, episodio 11 Portrait of a Gunfighter, de Jerry London
- 1977 : Rich Man, Poor Man - Book II, episodio 14, de Ted Post y episodio 17
- 1977 : The Waltons
  - Temporada 6, episodio 5 The Seashore, de Lawrence Dobkin

#### Telefilmes
- 1974 : Murder or Mercy, de Harvey Hart
- 1974 : The Missiles of October, de Anthony Page
- 1977 : The Amazing Howard Hughes, de William A. Graham
- 1977 : The Last Hurrah, de Vincent Sherman
- 1979 : Jennifer : A Woman's Story, de Guy Green
- 1980 : Bogie, de Vincent Sherman